# Mayres (Ardèche)
 Mayres  es una población y comuna francesa, ubicada en la región de Ródano-Alpes, departamento de Ardèche, en el distrito de Largentière y cantón de Thueyts.

## Demografía
| 489 | 445 | 409 | 366 | 302 | 258 |
| Para los censos de 1962 a 1999 la población legal corresponde a la población sin duplicidades (Fuente: INSEE [Consultar]) |     |     |     |     |     |